# هات هاچ

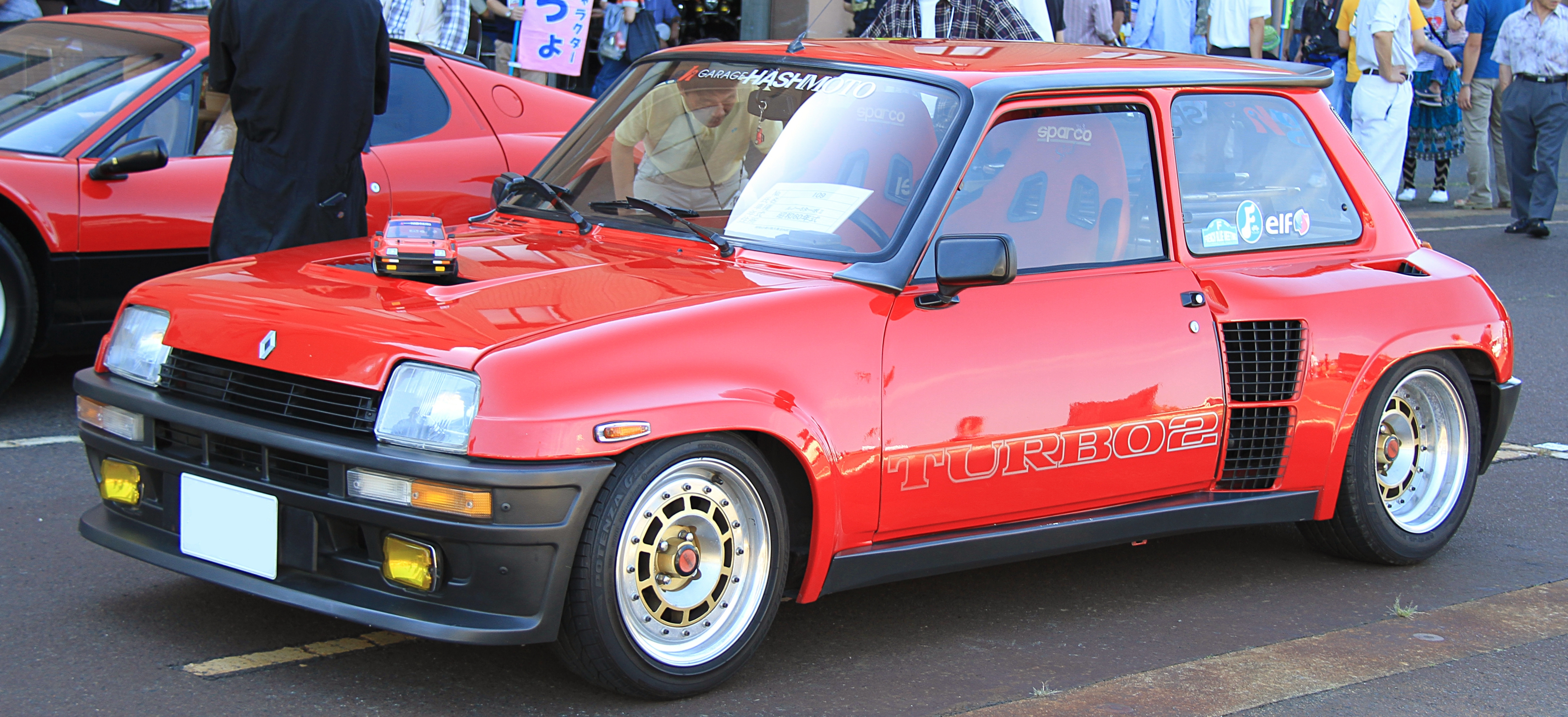
رنو ۵ توربو

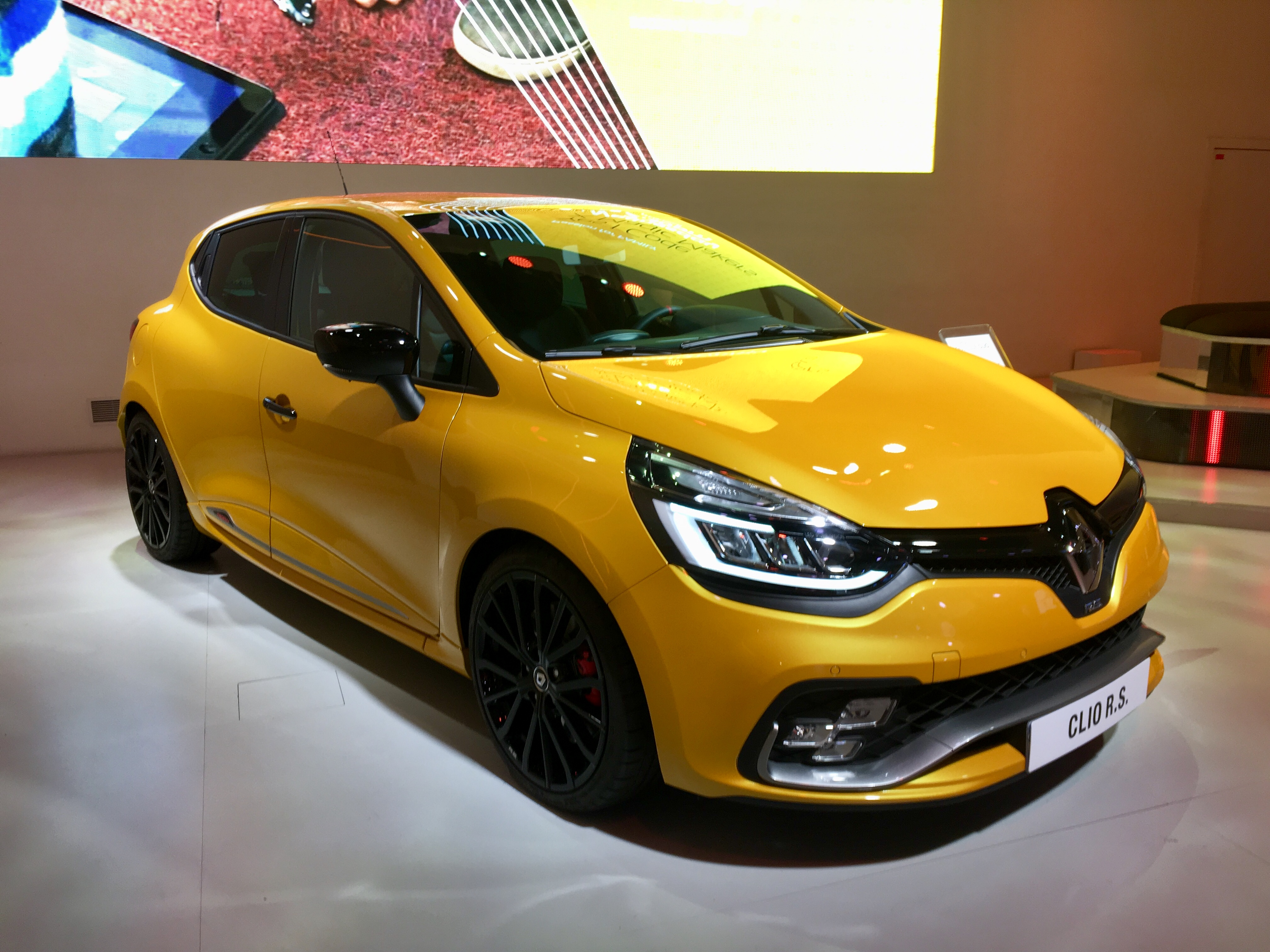
رنو کلیو اسپورت تروفی (۲۲۰ اسب بخار)

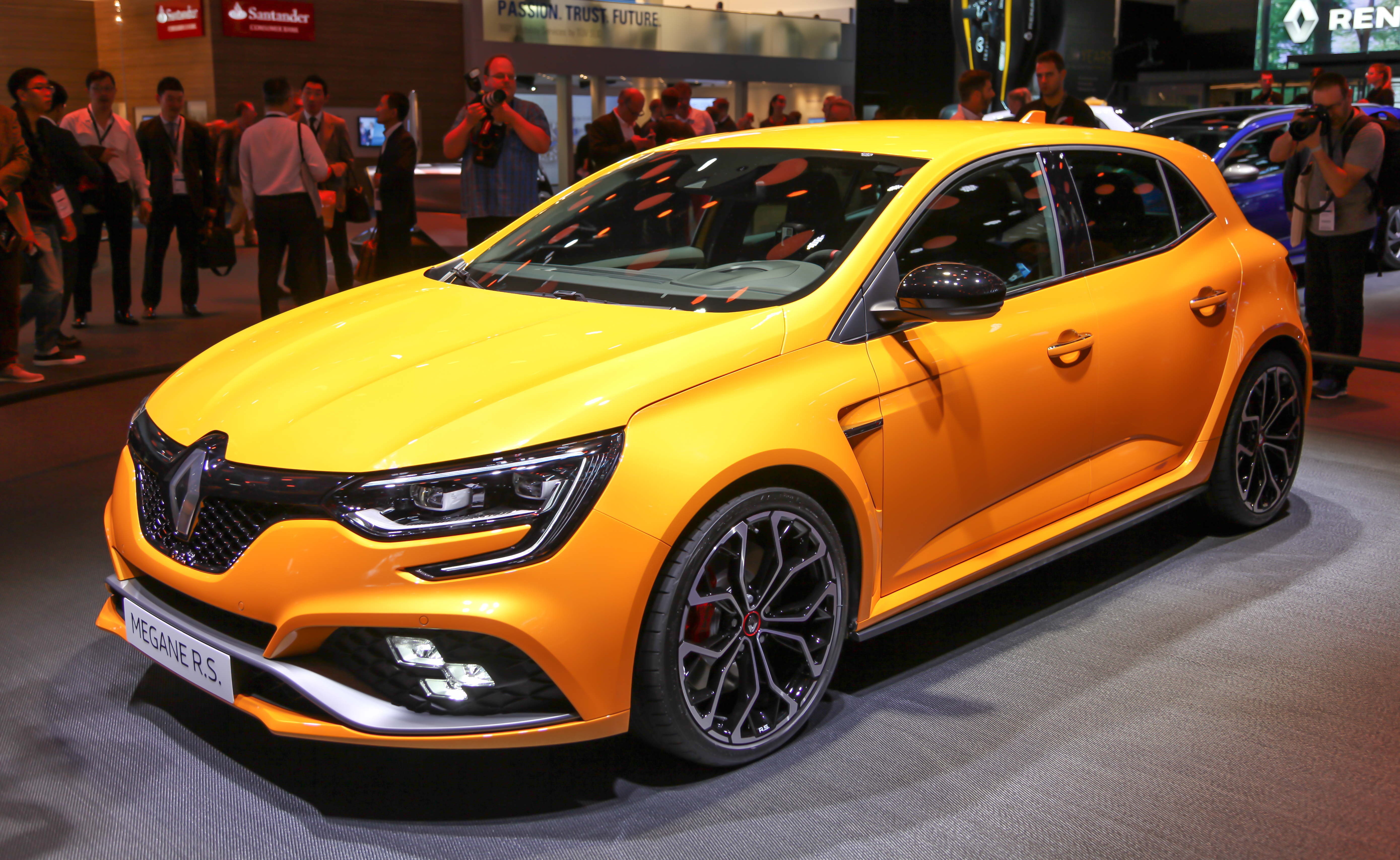
رنو مگان اسپورت (۲۸۰ اسب بخار)

هات هچ (به انگلیسی: Hot hatch) خلاصه hot hatchback اصطلاح غیررسمی اروپایی جهت نامیدن خودروهای هاچ‌بکی است که دارای قابلیت‌های ممتازی نسبت به سایر خودروهای هم‌رده خود هستند. این خودروها اغلب از اساس برای فعالیت‌های خاصی مثل شرکت در مسابقات رالی یا مسابقات سرعت طراحی و ساخته شده‌اند.